# Procolophonoidea
De Procolophonoidea zijn een superfamilie van uitgestorven procolophonide parareptielen. Leden waren karakteristiek klein, gedrongen en hagedisachtig van uiterlijk. Er zijn wereldwijd fossielen gevonden op vele continenten, waaronder Antarctica. De eerste leden verschenen tijdens het Laat-Perm in het Karoobekken van Zuid-Afrika.

## Taxonomie
Procolophonoidea omvat de families Owenettidae en Procolophonidae. Sclerosaurus, die in zijn eigen familie Sclerosauridae is geplaatst, kan ook lid zijn van de superfamilie. In 1997 definieerden De Braga en Rieppel ditzelfde taxon (de laatste gemeenschappelijke voorouder van de Procolophonidae en Owenettidae en al zijn nakomelingen) onder de naam Procolophoniformes. Hetzelfde jaar werd het door Michael Lee gedefinieerd als de laatste gemeenschappelijke voorouder van of Owenetta, Barasaurus, en de Procolophonidae; en al zijn nakomelingen.
De nominale naamgever is Robert Broom die in 1939 de Procolophonidae benoemde. Toen de superfamilie in 1956 werkelijk werd opgericht door Alfred Romer, werd gedacht dat deze binnen de onderorde Diadectomorpha van de Anthracosauria viel. Sindsdien is het binnen de onderorde Procolophonia geplaatst, samen met de pareiasauriërs, een groep grote herbivore parareptielen uit het Perm.
- Procolophonia
  - Procolophonoidea
    - Familie Owenettidae
      - Soort "Owenetta" kitchingorum
      - Geslacht Barasaurus
      - Geslacht Candelaria
      - Geslacht Owenetta
      - Geslacht Ruhuhuaria
      - Geslacht Saurodektes

    - Familie Procolophonidae
      -  ? Geslacht Gomphiosauridion
      -  ? Geslacht Kinelia
      -  ? Geslacht Spondylolestes
      -  ? Geslacht Xenodiphyodon
      - Geslacht Coletta
      - Geslacht Kitchingnathus
      - Genus Lasasaurus
      - Geslacht Phaanthosaurus
      - Geslacht Pintosaurus
      - Geslacht Sauropareion
      - Geslacht Tichvinskia
      - Subfamilie Leptopleuroninae
      - Subfamilie Procolophoninae
      - Subfamilie Theledectinae